# Златко Далич
Златко Далич (хорв. Zlatko Dalić; нар. 26 жовтня 1966, Ливно) — хорватський футболіст, що грав на позиції півзахисника. По завершенні ігрової кар'єри — тренер. З 2017 року очолює тренерський штаб національної збірної Хорватії.

## Ігрова кар'єра
У дорослому футболі дебютував 1983 року виступами за команду клубу «Хайдук» (Спліт), в якій молодий півзахисник за три сезони взяв участь лише у 3 матчах чемпіонату.
Згодом з 1986 по 1991 рік грав у складі менш іменитих югославських команд «Динамо» (Вінковці) та «Вележ».
Протягом 1990-х грав у новоствореній Хорватській футбольній лізі, здебільшого за команду-середняка турніру «Вартекс». Протягом 1996—1998 років знову був гравцем «Хайдука» (Спліт), проте до основного складу не пробився і повернувся до «Вартекса», в якому і завершив ігрову кр'єру 2000 року.

## Кар'єра тренера
Розпочав тренерську кар'єру, повернувшись до футболу після невеликої перерви, 2005 року, очоливши тренерський штаб ФК «Вартекс», де провів значну частину ігрової кар'єри і де пропрацював з 2005 по 2007 рік.
2006 року став помічником Дражена Ладича, головного тренера молодіжної збірної Хорватії, в якій працював паралельно з роботою у клубних командах до 2011 року.
2007 року очолив тренерський штаб «Рієки», а за рік, у 2008, уперше відправився за кордон, до Албанії, де протягом року був головним тренером «Динамо» (Тирана). 2009 року повернувся на батьківщину аби попрацювати з командою клубу «Славен Белупо».
Протягом 2010—2017 працював на аравійському півострові. Спочатку був запрошений очолити саудівський «Аль-Фейсалі», новачка місцевого найвищого дивізіону. У своєму першому сезоні з командою хорватський спеціаліст був визнаний найкращим тренером саудівського чемпіонату. 2012 року прийняв пропозицію від одного з найсильніших саудівських клубів «Аль-Хіляля» очолити його другу команду. За рік, у 2013, став головним тренером основної команди «Аль-Хіляля». А в 2014 році перебрався до ОАЕ, де протягом трьох років працював з місцевим «Аль-Айном».
7 жовтня 2017 року Хорватський футбольний союз звільнив з посади головного тренера національної збірної Хорватії Анте Чачича, під керівництвом якого національна команда днем раніше не змогла зберегти перевагу в рахунку у грі проти одного з аутсайдерів своєї відбіркової групи до чемпіонату світу 2018, збірної Фінляндії, чим суттєво погіршила свої шанси на вихід до фінальної частини мундіалю. Новим очільником збірної Хорватії того ж дня було призначено саме Златко Далича. Призначення відбулося за два дні до вирішального матчу групового турніру проти збірної України.

## Титули і досягнення

### Тренер
- Володар Суперкубка Албанії (1):

«Динамо» (Тирана): 2008
- Чемпіон ОАЕ (1):

«Аль-Айн»: 2014-15
- Володар Суперкубка ОАЕ (1):

«Аль-Айн»: 2015
- Володар Кубка Президента ОАЕ (1):

«Аль-Айн»: 2013-14
- Володар Кубка наслідного принца Саудівської Аравії (1):

«Аль-Гіляль»: 2012-13
Збірні
- Віце-чемпіон світу: 2018
- Бронзовий призер чемпіонату світу: 2022